# El Libro del Escolar Ecuatoriano
Fue un libro publicado en Ecuador, en Quito, Pichincha. Esta obra ha sido publicada desde el año 1947. Escrito por las profesoras Fanny Arregui y Rogelia Carrillo e ilustraciones de Rosa Saltos Chávez.
En la portada muestra un niño sosteniendo un libro, cantando el himno patrio, junto a él flamea la bandera y en el fondo hay un trabajador arando el campo. En la contraportada está el escudo nacional y la leyenda “Somos ecuatorianos”

## Historia
Rogelia Carrillo y su esposo Luis Ladázuri eras dos profesores de escasos recursos económicos, al nacer su tercer hijo pasaban por una crisis económica muy marcada, fue entonces que junto a su compañera de profesión idearon la forma de escribir un texto en el cual se junten las materias por cada grado.
Fue un libro recomendado por el ministerio de educación y usado por todas las escuelas de país durante la segunda mitad del siglo XX. El éxito en ventas duró por aproximadamente 40 años, el último libro impreso fue en el año 2007.

## Índice
Libro de 6.º grado 1.ª edición: Matemática, Idioma Nacional, Lecturas, Historia, Cívica., Geografía, Ciencias naturales, Vida Animal, Vida humana.
Libro de 3er año de educación básica edición de 1997: Matemática: Conjuntos, Numeración, Fracciones comunes, Operaciones fundamentales, Idioma Nacional: Locución y audición, La descripción, Textos cortos de la Literatura infantil, Lecturas de análisis, Lectura de síntesis, Lectura de configuración, Escritura de análisis, Escritura de síntesis, Escritura dirigida, Ciencias naturales, El aire, El agua, Las plantas, Los animales, El hombre, materia y energía, La vida y su interacción, Estudios Sociales, La orientación, Nuestra comunidad, Regiones naturales del Ecuador, La provincia, Vías y medios de comunicación y transporte.